# جون أبراموفيتش
جون أبراموفيتش (بالإنجليزية: John Abramovic)‏ مواليد 9 فبراير 1919 في بنسيلفانيا - الوفاة 9 يونيو 2000، كان لاعب كرة سلة محترف أمريكي من أصل كرواتي بدأ مسيرته الاحترافية في سنة 1946 وحمل الرقم 3 و9 و31. بلغ طوله 6 قدم 3 بوصة (1.9 م). اعتزل اللعب في 1948.

## فرق لعب لها
- بالتيمور باليتس
- فيلادلفيا سفنتي سيكسرز

## إحصائيات المسيرة

### الموسم الاعتيادي
| السنة   | الفريق           | لعب | بدأ | دقيقة | ميداني% | ثلاثية | حرة  | ارتداد | صنع | استلاب | تصدي | نقطة |
| ------- | ---------------- | --- | --- | ----- | ------- | ------ | ---- | ------ | --- | ------ | ---- | ---- |
| 1946–47 | بيتسبرج إرونمن   | 47  | -   | -     | .242    | -      | .691 | -      | .7  | -      | -    | 11.2 |
| 1947–48 | سانت لويس بومبرز | 4   | -   | -     | .100    | -      | .500 | -      | .3  | -      | -    | 1.0  |
| 1947–48 | بالتيمور بولتس   | 5   | -   | -     | .000    | -      | .667 | -      | .2  | -      | -    | .4   |
| المسيرة |                  | 56  | -   | -     | .237    | -      | .686 | -      | .7  | -      | -    | 9.5  |

## روابط خارجية
- جون أبراموفيتش على موقع إن بي أي (الإنجليزية)
- جون أبراموفيتش على موقع سبورتس رفرنس (الإنجليزية)
- جون أبراموفيتش على موقع ريلجم (الإنجليزية)
- جون أبراموفيتش على موقع بروبوليرز (الإنجليزية)
- جون أبراموفيتش على موقع سبورتس رفرنس (الإنجليزية)